# Pelidnota gilletti
Pelidnota gilletti är en skalbaggsart som beskrevs av Soula 2009. Pelidnota gilletti ingår i släktet Pelidnota och familjen Rutelidae. Inga underarter finns listade i Catalogue of Life.